# Мінамото-но Йосінака
Мінамото-но Йосінака (源義仲, 1154—21 лютого 1184) — військовий та політичний діяч Японії часів війни Мінамото і Тайра, сьоґун у 1184.

## Життєпис
Походив з аристократичного роду Мінамото. Син Мінамото-но Йосікати. Народився у провінції Мусасі. Рано втратив батька, якого було вбито, а родинні землі захоплені Мінамото-но Йосіхіро. Сам Йосінака зумів врятуватися завдяки клану Накахара з Кісо (сучасна провінція Нагано). Надалі Йосінака змінив своє прізвище з Мінамото на Кісо.
У 1180 взяв участь у заколоті принца Моніхіто проти роду Тайра. Він розпочав бойові дії у провінції Сінано. У 1181 році надав притулок родичеві Мінамото Юкііе, який зазнав поразки від Тайра. У 1181 році намагався повернути батьківські землі у провінції Мусасі, де стикнувся з двоюрідним братом Мінамото-но Йорітомо. Вони порозумилися й вирішили діяти разом, але Йосінака визнав Йорітомо головою клана Мінамото та відправив свого сина Йосіка до Камакури (ставки Йорітомо) як заручника. Обидва Мінамото скористалися смертю голови роду Тайра — Тайра Кійоморі.
Восени 1182 остаточно підкорив провінцію Сінано, а взимку 1182–1183 підкорив 4 північні провінції, що відділяли його володіння від столиці Кіото. Після цього переміг армію Тайра на чолі із Кореморі у битвах при Фудзіґаві та перевалі Курікара (2 червня 1183 року). Після цього разом з Мінамото-но Юсіїе переміг Тайра на півночі, а вже у серпні 1183 зайняв Кіото. Від імператора Ґо-Сіракави отримав титул тайсьогуна (15 січня 1184).
Спочатку Йосінака вітали як визволителя, але придворні і імператор незабаром розчарувалися в ньому. Північні самураї грабували без розбору багаті садиби і вбивали ні в чому не винних людей. Ґо-Сіракава таємно звернувся за допомогою до Йорітомо. Той вислав до Кіото 60 000 вояків під орудою своїх братів Норійорі і Йосіцуне. Розбивши війська Есінака в битвах при Удзі та Сета, південних і східних межах Кіото, вони вступили в столицю. Незабаром Йосінака було вбито.